# Baldwin-Gruppe
Die Baldwin Technology Company, Inc. ist ein US-amerikanisches, international tätiges Unternehmen mit Sitz in Shelton (Connecticut), das seit 1987 an der American Stock Exchange (heute NYSE Amex) notiert ist. Es liefert im Bereich des Spezial-Maschinenbaus seit Jahrzehnten verschiedene Geräte für die Druckindustrie im Bereich des Offsetdrucks.
Die Gruppe hat mit 540 Mitarbeitern einen Umsatz von 176.572.000 US $ erzielt.
Die Baldwin-Gruppe gliedert sich in die:
- Baldwin Germany GmbH, Friedberg (Bayern) (Fertigungsstandort)
- Baldwin Oxy-Dry GmbH, Egelsbach, Hessen (Fertigungsstandort bis 31. März 2009)
- Baldwin Jimek AB, Arlöv, Schweden (Fertigungsstandort)
- Baldwin IVT AB, Tranås, Schweden (Fertigungsstandort)
- Baldwin Oxy-Dry Americas, Shelton (Connecticut), USA (Fertigungsstandort)
- Baldwin Japan Ltd., Tokyo, Japan (Fertigungsstandort)
- Baldwin Printing Equipment Trading (Shanghai) Co., Ltd, Shanghai, Volksrepublik China (Fertigungsstandort)

In weiteren Ländern sind Baldwin-Vertretungen angesiedelt:
- Frankreich
- Australien
- England
- Südostasien
- Indien

In vielen anderen Ländern bestehen Kooperationen mit Händlern und Serviceunternehmen.
Die Baldwin-Gruppe entwickelt und produziert Geräte und Maschinen für die Druckindustrie in folgenden Bereichen des Offsetdrucks:
- Feuchtwasseraufbereitung, Filtrierung und Kühlung
- Befeuchtung von Druckzylindern
- Druckzylinderkühlung
- Reinigung unter voller Produktionsgeschwindigkeit von sämtlichen am Druckprozess beteiligten Zylindern mittels Gummituchwaschanlagen und Bürstenwaschlangen
- Trockneranlagen
- Leimanlagen (Heiß-/Kaltleim)
- Falzhilfeanlagen
- Bahnfangeinrichtungen
- Farbverrührer

Die Baldwin-Gruppe ist Inhaber zahlreicher Patente rund um den Bereich der Druckindustrie.
2009 konnte ein langjähriger Rechtsstreit mit der Technotrans AG wegen Patentrechtsverletzungen beendet werden.
Das diesem Urteil nachfolgende Höheverfahren wurde in einem Vergleich beigelegt. Beide Seiten einigten sich auf eine Zahlung von 9,6 Millionen US-Dollar zugunsten der Baldwin-Gruppe. Damit gilt der Rechtsstreit als beendet.
Die Baldwin-Gruppe beliefert die verschiedensten Druckmaschinenhersteller wie
- Koenig & Bauer
- manroland
- Goss International
- Heidelberger Druckmaschinen